# Nefrogen systemisk fibrose
Nefrogen systemisk fibrose er en  bindevævssygdom, der giver eksemlignende symptomer på arme og ben, sideløbende med smertefulde hævelser hvor huden bliver tyk, ru og hård, især på benene, på underlivet, på hænder og i ansigtet. Den blev kendt efter at adskillige  nyrepatienter fik sygdommen og blev alvorligt invalideret efter at have fået kontraststoffet Omniscan i forbindelse med mr-scanning.

## Eksterne kilder og henvisninger
1. ↑  dr.dk 21. februar 2008

- Om Nefrogen systemisk fibrose på Sundhed.dk (Webside ikke længere tilgængelig)

| Sygdom | Spire Denne artikel om sygdom er en spire som bør udbygges. Du er velkommen til at hjælpe Wikipedia ved at udvide den. |